# Luigi Serventi
Luigi Serventi, detto anche Gigi (Roma, 31 luglio 1885 – Roma, 18 agosto 1976), è stato un attore e regista italiano.

## Biografia
Proveniente da una famiglia del ceto borghese romano, si avvicinò al teatro nel 1911 ed entrò a far parte della compagnia teatrale di Vittoria Lepanto. Fu poi nella compagnia di Ermete Novelli e in quella di Ettore Berti.
Abbandonò il teatro nel 1913 per dedicarsi all'attività cinematografica, dapprima presso la "Latium Film" scritturato come comparsa. Successivamente passò ad altre case cinematografiche, tra cui "Pasquali Film", "Cines", "Milano Films", "Itala Film" e "tespi Film".
Protagonista in film di successo come Il vetturale del Moncenisio (1916), Il Re, le Torri e gli Alfieri (1917), Il padrone delle ferriere (1919) ed Il romanzo di un giovane povero (1920), Serventi si affermò come uno dei maggiori divi maschili del cinema italiano del periodo muto. Specializzato soprattutto in ruoli da romantico, in molti film recitò accanto ad alcune tra le più famose dive femminili dell'epoca come Bianca Virginia Camagni, Leda Gys, Hesperia e Pina Menichelli.
Nel 1923 Serventi emigrò in Germania, paese nel quale riscosse il medesimo successo di pubblico avuto in patria, ed apparve in numerose pellicole. Fu attore anche in Cecoslovacchia e in Austria. Tuttavia, in quel periodo Serventi venne chiamato a interpretare alcuni film in Italia come Voglio tradire mio marito (1925), Il gigante delle Dolomiti (1927) e Il cantastorie di Venezia (1929).
Nel cinema sonoro, la carriera di Serventi stentò a proseguire, e l'ultima vera interpretazione fu in Montagne in fiamme del 1931. In quello stesso anno, l'attore si stabilì a Kitzbühel, città dove visse per lunghi anni prima di ritornare molto anziano in Italia.

## Filmografia parziale

### Attore
- Bianco contro negro, regia di Ubaldo Maria Del Colle (1913)
- La lega dei diamanti, regia di Baldassarre Negroni (1913)
- La fuga dei diamanti, regia di Augusto Genina (1914)
- La parola che uccide, regia di Augusto Genina (1914)
- Lo spettro bianco a Saint Moritz, regia di Alfredo Robert (1914)
- Per la felicità degli altri, regia di Baldassarre Negroni (1914)
- I misteri del castello di Monroe, regia di Augusto Genina (1914)
- La dote del burattinaio, regia di Baldassarre Negroni (1914)
- Dopo il veglione, regia di Augusto Genina (1914)
- La conquista dei diamanti, regia di Augusto Genina (1914)
- La fioraia di Como, regia di Augusto Genina (1915)
- Mezzanotte, regia di Augusto Genina (1915)
- La gelosia, regia di Augusto Genina (1915)
- L'ostacolo, regia di Baldassarre Negroni (1915)
- Il figlio della guerra, regia di Ugo Falena (1916)
- Il vetturale del Moncenisio, regia di Leopoldo Carlucci (1916)
- Cavalleria rusticana, regia di Ugo Falena (1916)
- Il malefico anello, regia di Ugo Falena (1916)
- Mimì e gli straccioni, regia di Guglielmo Zorzi (1916)
- La crociata degli innocenti, regia di Gino Rossetti e Alessandro Boutet (1917)
- Il Re, le Torri e gli Alfieri, regia di Ivo Illuminati (1917)
- La figlia del mare, regia di Ugo Falena (1917)
- La Bohème, regia di Amleto Palermi (1917)
- Napoleoncina, regia di Lucio D'Ambra (1918)
- Il giardino incantato, regia di Eugenio Perego (1918)
- Il padrone delle ferriere, regia di Eugenio Perego (1919)
- Noris, regia di Eugenio Perego (1919)
- La storia di una donna, regia di Eugenio Perego (1920)
- La bambola e l'amore, regia di Alfredo De Antoni (1920)
- La disfatta dell'Erinni, regia di Eugenio Perego (1920)
- Il romanzo di un giovane povero, regia di Amleto Palermi (1920)
- Il volto di Medusa, regia di Alfredo De Antoni (1920)
- La storia di una sigaretta, regia di Mario Volpe (1921)
- La mirabile visione, regia di Luigi Sapelli (1921)
- Marito, moglie e..., regia di Augusto Genina (1921)
- La moglie bella, regia di Augusto Genina (1924)
- Voglio tradire mio marito, regia di Mario Camerini (1925)
- Maciste nella gabbia dei leoni, regia di Guido Brignone (1926)
- Il gigante delle Dolomiti, regia di Guido Brignone (1927)
- Le confessioni di una donna, regia di Amleto Palermi (1928)
- Erotikon, regia di Gustav Machatý (1929)
- Il cantastorie di Venezia, regia di Atto Retti-Marsani (1929)
- Die weißen Rosen von Ravensberg, regia di Rudolf Meinert (1929)
- Montagne in fiamme (Berge in Flammen), regia di Luis Trenker (1931)

### Regista
- Le mogli e le arance (1917) - co-regia con Lucio D'Ambra e interpretazione
- Suprema bellezza (1921) - regia e interpretazione